# لیکلند (نیوجرسی)
لیکلند (به انگلیسی: Lakeland) یک منطقهٔ مسکونی در ایالات متحده آمریکا است که در گلاستر، نیوجرسی واقع شده‌است. لیکلند ۱۵ متر بالاتر از سطح دریا قرار دارد.